# Stanford University
Stanford University er et universitet i Palo Alto i Californien. Universitetet blev grundlagt i 1891 med penge fra en donation fra Californiens guvernør Leland Stanford og hans kone. Pengene blev givet til minde om deres eneste søn, der døde af salmonella som teenager. Derfor er det officielle navn også The Leland Stanford Junior University. Stanford University regnes for et af verdens mest prestigefyldte universiteter, og for et af de sværeste at blive optaget på (med en optagelsesprocent på omkring 5%).
Universitet dækker et område på 32 km², men har alligevel "kun" ca. 15.000 studerende. På universitet er lærerstaben på 1.700, hvoraf ikke mindre end 17 har fået en Nobelpris. Samtidigt er en lang række virksomheder blevet skabt på universitetet. Det er f.eks. Hewlett-Packard, Cisco Systems, Yahoo!, Google, og Sun Microsystems.
Blandt universitets ansatte er den danske fysiker og ingeniør Jens Nørskov.